# ديف فرانكو
ديف فرانكو (بالإنجليزية: Dave Franco)‏
ولدى يوم 12 جوان 1985 هو ممثل تلفزيون وسينما أميركي اشتهر بأدواره في أفلام 21 شارع جامب والآن أنت تراني وجيران (فيلم 2014)

## أفلامه
- 2016 جرأة
- 2016 الآن أنت تراني 2
- 2014 21 شارع جامب
- 2014 جيران (فيلم 2014)
- 2014 فيلم ليغو
- 2017 الساعات الصغيرة

## روابط خارجية
- ديف فرانكو على موقع IMDb (الإنجليزية)
- ديف فرانكو على موقع روتن توميتوز (الإنجليزية)
- ديف فرانكو على موقع قاعدة بيانات الأفلام العربية
- ديف فرانكو على موقع ألو سيني (الفرنسية)
- ديف فرانكو على موقع أول موفي (الإنجليزية)
- ديف فرانكو على موقع بوكس أوفيس موجو (الإنجليزية)
- ديف فرانكو على موقع قاعدة بيانات الأفلام السويدية (السويدية)
- ديف فرانكو على موقع إن إن دي بي (الإنجليزية)
- ديف فرانكو على موقع قاعدة بيانات الفيلم (الإنجليزية)
- ديف فرانكو على موقع كينوبويسك (الروسية)